# ليو روي
ليو روي (بالإنجليزية: Leo Roy)‏ (1904 بلوويل في الولايات المتحدة - 4 أكتوبر 1955) هو ملاكم أمريكي، صنّف ضمن فئة وزن الريشة ‏ ووزن الخفيف.

## إحصائيات
خاض خلال مسيرته 98 نزالا، تعادل في 3 .

## روابط خارجية
- ليو روي على موقع بوكس ريك (الإنجليزية) (registration required)